# Oezbeeks voetbalelftal (vrouwen)
Het Oezbeeks vrouwenvoetbalelftal is een voetbalteam dat Oezbekistan vertegenwoordigt in internationale wedstrijden, zoals het Aziatisch kampioenschap.
Het elftal van Oezbekistan speelde zijn eerste wedstrijd tijdens het Aziatisch kampioenschap voetbal in 1995; tegen India eindigde deze in een 1-0 winst.
Sinds 1995 heeft het elftal zich vijf keer gekwalificeerd voor het Aziatisch kampioenschap voetbal. Het kwam echter nooit verder dan de groepsfase.

## Prestaties op eindronden

### Wereldkampioenschap
| Jaar   | Resultaat           | Wed                 | W                   | G                   | V                   | DV                  | DT                  |
| ------ | ------------------- | ------------------- | ------------------- | ------------------- | ------------------- | ------------------- | ------------------- |
| 1991   | Niet deelgenomen    | Niet deelgenomen    | Niet deelgenomen    | Niet deelgenomen    | Niet deelgenomen    | Niet deelgenomen    | Niet deelgenomen    |
| 1995   | Niet deelgenomen    | Niet deelgenomen    | Niet deelgenomen    | Niet deelgenomen    | Niet deelgenomen    | Niet deelgenomen    | Niet deelgenomen    |
| 1999   | Niet gekwalificeerd | Niet gekwalificeerd | Niet gekwalificeerd | Niet gekwalificeerd | Niet gekwalificeerd | Niet gekwalificeerd | Niet gekwalificeerd |
| 2003   | Niet gekwalificeerd | Niet gekwalificeerd | Niet gekwalificeerd | Niet gekwalificeerd | Niet gekwalificeerd | Niet gekwalificeerd | Niet gekwalificeerd |
| 2007   | Niet gekwalificeerd | Niet gekwalificeerd | Niet gekwalificeerd | Niet gekwalificeerd | Niet gekwalificeerd | Niet gekwalificeerd | Niet gekwalificeerd |
| 2011   | Niet gekwalificeerd | Niet gekwalificeerd | Niet gekwalificeerd | Niet gekwalificeerd | Niet gekwalificeerd | Niet gekwalificeerd | Niet gekwalificeerd |
| 2015   | Niet gekwalificeerd | Niet gekwalificeerd | Niet gekwalificeerd | Niet gekwalificeerd | Niet gekwalificeerd | Niet gekwalificeerd | Niet gekwalificeerd |
| 2019   | Niet gekwalificeerd | Niet gekwalificeerd | Niet gekwalificeerd | Niet gekwalificeerd | Niet gekwalificeerd | Niet gekwalificeerd | Niet gekwalificeerd |
| 2023   | Niet gekwalificeerd | Niet gekwalificeerd | Niet gekwalificeerd | Niet gekwalificeerd | Niet gekwalificeerd | Niet gekwalificeerd | Niet gekwalificeerd |
| Totaal | 0/9                 | 0                   | 0                   | 0                   | 0                   | 0                   | 0                   |

### Olympische Spelen
| Jaar   | Resultaat           | Wed                 | W                   | G                   | V                   | DV                  | DT                  |
| ------ | ------------------- | ------------------- | ------------------- | ------------------- | ------------------- | ------------------- | ------------------- |
| 1996   | Niet deelgenomen    | Niet deelgenomen    | Niet deelgenomen    | Niet deelgenomen    | Niet deelgenomen    | Niet deelgenomen    | Niet deelgenomen    |
| 2000   | Niet gekwalificeerd | Niet gekwalificeerd | Niet gekwalificeerd | Niet gekwalificeerd | Niet gekwalificeerd | Niet gekwalificeerd | Niet gekwalificeerd |
| 2004   | Niet deelgenomen    | Niet deelgenomen    | Niet deelgenomen    | Niet deelgenomen    | Niet deelgenomen    | Niet deelgenomen    | Niet deelgenomen    |
| 2008   | Niet gekwalificeerd | Niet gekwalificeerd | Niet gekwalificeerd | Niet gekwalificeerd | Niet gekwalificeerd | Niet gekwalificeerd | Niet gekwalificeerd |
| 2012   | Niet gekwalificeerd | Niet gekwalificeerd | Niet gekwalificeerd | Niet gekwalificeerd | Niet gekwalificeerd | Niet gekwalificeerd | Niet gekwalificeerd |
| 2016   | Niet gekwalificeerd | Niet gekwalificeerd | Niet gekwalificeerd | Niet gekwalificeerd | Niet gekwalificeerd | Niet gekwalificeerd | Niet gekwalificeerd |
| 2020   | Niet gekwalificeerd | Niet gekwalificeerd | Niet gekwalificeerd | Niet gekwalificeerd | Niet gekwalificeerd | Niet gekwalificeerd | Niet gekwalificeerd |
| 2024   | Nog te bepalen      | Nog te bepalen      | Nog te bepalen      | Nog te bepalen      | Nog te bepalen      | Nog te bepalen      | Nog te bepalen      |
| Totaal | 0/8                 | 0                   | 0                   | 0                   | 0                   | 0                   | 0                   |

### Aziatisch kampioenschap
| Jaar   | Resultaat                    | Wed                          | W                            | G                            | V                            | DV                           | DT                           |
| ------ | ---------------------------- | ---------------------------- | ---------------------------- | ---------------------------- | ---------------------------- | ---------------------------- | ---------------------------- |
| 1975   | Onderdeel van de Sovjet-Unie | Onderdeel van de Sovjet-Unie | Onderdeel van de Sovjet-Unie | Onderdeel van de Sovjet-Unie | Onderdeel van de Sovjet-Unie | Onderdeel van de Sovjet-Unie | Onderdeel van de Sovjet-Unie |
| 1977   | Onderdeel van de Sovjet-Unie | Onderdeel van de Sovjet-Unie | Onderdeel van de Sovjet-Unie | Onderdeel van de Sovjet-Unie | Onderdeel van de Sovjet-Unie | Onderdeel van de Sovjet-Unie | Onderdeel van de Sovjet-Unie |
| 1979   | Onderdeel van de Sovjet-Unie | Onderdeel van de Sovjet-Unie | Onderdeel van de Sovjet-Unie | Onderdeel van de Sovjet-Unie | Onderdeel van de Sovjet-Unie | Onderdeel van de Sovjet-Unie | Onderdeel van de Sovjet-Unie |
| 1981   | Onderdeel van de Sovjet-Unie | Onderdeel van de Sovjet-Unie | Onderdeel van de Sovjet-Unie | Onderdeel van de Sovjet-Unie | Onderdeel van de Sovjet-Unie | Onderdeel van de Sovjet-Unie | Onderdeel van de Sovjet-Unie |
| 1983   | Onderdeel van de Sovjet-Unie | Onderdeel van de Sovjet-Unie | Onderdeel van de Sovjet-Unie | Onderdeel van de Sovjet-Unie | Onderdeel van de Sovjet-Unie | Onderdeel van de Sovjet-Unie | Onderdeel van de Sovjet-Unie |
| 1986   | Onderdeel van de Sovjet-Unie | Onderdeel van de Sovjet-Unie | Onderdeel van de Sovjet-Unie | Onderdeel van de Sovjet-Unie | Onderdeel van de Sovjet-Unie | Onderdeel van de Sovjet-Unie | Onderdeel van de Sovjet-Unie |
| 1989   | Onderdeel van de Sovjet-Unie | Onderdeel van de Sovjet-Unie | Onderdeel van de Sovjet-Unie | Onderdeel van de Sovjet-Unie | Onderdeel van de Sovjet-Unie | Onderdeel van de Sovjet-Unie | Onderdeel van de Sovjet-Unie |
| 1991   | Onderdeel van de Sovjet-Unie | Onderdeel van de Sovjet-Unie | Onderdeel van de Sovjet-Unie | Onderdeel van de Sovjet-Unie | Onderdeel van de Sovjet-Unie | Onderdeel van de Sovjet-Unie | Onderdeel van de Sovjet-Unie |
| 1993   | Niet deelgenomen             | Niet deelgenomen             | Niet deelgenomen             | Niet deelgenomen             | Niet deelgenomen             | Niet deelgenomen             | Niet deelgenomen             |
| 1995   | Groepsfase                   | 3                            | 1                            | 0                            | 2                            | 1                            | 17                           |
| 1997   | Groepsfase                   | 3                            | 1                            | 0                            | 2                            | 2                            | 17                           |
| 1999   | Groepsfase                   | 4                            | 3                            | 0                            | 1                            | 9                            | 6                            |
| 2001   | Groepsfase                   | 3                            | 2                            | 0                            | 1                            | 9                            | 11                           |
| 2003   | Groepsfase                   | 3                            | 0                            | 0                            | 3                            | 2                            | 21                           |
| 2006   | Niet gekwalificeerd          | Niet gekwalificeerd          | Niet gekwalificeerd          | Niet gekwalificeerd          | Niet gekwalificeerd          | Niet gekwalificeerd          | Niet gekwalificeerd          |
| 2008   | Niet deelgenomen             | Niet deelgenomen             | Niet deelgenomen             | Niet deelgenomen             | Niet deelgenomen             | Niet deelgenomen             | Niet deelgenomen             |
| 2010   | Niet gekwalificeerd          | Niet gekwalificeerd          | Niet gekwalificeerd          | Niet gekwalificeerd          | Niet gekwalificeerd          | Niet gekwalificeerd          | Niet gekwalificeerd          |
| 2014   | Niet gekwalificeerd          | Niet gekwalificeerd          | Niet gekwalificeerd          | Niet gekwalificeerd          | Niet gekwalificeerd          | Niet gekwalificeerd          | Niet gekwalificeerd          |
| 2018   | Niet gekwalificeerd          | Niet gekwalificeerd          | Niet gekwalificeerd          | Niet gekwalificeerd          | Niet gekwalificeerd          | Niet gekwalificeerd          | Niet gekwalificeerd          |
| 2022   | Niet gekwalificeerd          | Niet gekwalificeerd          | Niet gekwalificeerd          | Niet gekwalificeerd          | Niet gekwalificeerd          | Niet gekwalificeerd          | Niet gekwalificeerd          |
| Totaal | 5/20                         | 16                           | 7                            | 0                            | 9                            | 15                           | 64                           |

### Aziatische Spelen
| Jaar   | Resultaat        | Wed              | W                | G                | V                | DV               | DT               |
| ------ | ---------------- | ---------------- | ---------------- | ---------------- | ---------------- | ---------------- | ---------------- |
| 1990   | Niet deelgenomen | Niet deelgenomen | Niet deelgenomen | Niet deelgenomen | Niet deelgenomen | Niet deelgenomen | Niet deelgenomen |
| 1994   | Niet deelgenomen | Niet deelgenomen | Niet deelgenomen | Niet deelgenomen | Niet deelgenomen | Niet deelgenomen | Niet deelgenomen |
| 1998   | Niet deelgenomen | Niet deelgenomen | Niet deelgenomen | Niet deelgenomen | Niet deelgenomen | Niet deelgenomen | Niet deelgenomen |
| 2002   | Niet deelgenomen | Niet deelgenomen | Niet deelgenomen | Niet deelgenomen | Niet deelgenomen | Niet deelgenomen | Niet deelgenomen |
| 2006   | Niet deelgenomen | Niet deelgenomen | Niet deelgenomen | Niet deelgenomen | Niet deelgenomen | Niet deelgenomen | Niet deelgenomen |
| 2010   | Niet deelgenomen | Niet deelgenomen | Niet deelgenomen | Niet deelgenomen | Niet deelgenomen | Niet deelgenomen | Niet deelgenomen |
| 2014   | Niet deelgenomen | Niet deelgenomen | Niet deelgenomen | Niet deelgenomen | Niet deelgenomen | Niet deelgenomen | Niet deelgenomen |
| 2018   | Niet deelgenomen | Niet deelgenomen | Niet deelgenomen | Niet deelgenomen | Niet deelgenomen | Niet deelgenomen | Niet deelgenomen |
| Totaal | 0/8              | 0                | 0                | 0                | 0                | 0                | 0                |

## FIFA-wereldranglijst
Betreft klassering aan het einde van het jaar
| 2003 | 2004 | 2005 | 2006 | 2007 | 2008 | 2009 | 2010 | 2011 | 2012 | 2013 | 2014 | 2015 | 2016 | 2017 | 2018 | 2019 | 2020 | 2021 | 2022 |
| ---- | ---- | ---- | ---- | ---- | ---- | ---- | ---- | ---- | ---- | ---- | ---- | ---- | ---- | ---- | ---- | ---- | ---- | ---- | ---- |
| 49   | 49   | 49   | 48   | 49   | 47   | 47   | 48   | 40   | 41   | 42   | 43   | 43   | 42   | 41   | 41   | 42   | 41   | 45   | 49   |

## Selecties

### Huidige selectie
Deze spelers werden geselecteerd voor vriendschappelijke wedstrijden tegen India en Wit-Rusland in april 2021.
| Doel                     |                          |                       |
| 1                        | Gulandon Boymatova       | PFK Metallurg Bekabad |
| 13                       | Maftuna Jonimqulova      | PFC Sevinch Qarshi    |
| 22                       | Laylo Tilovova           | PFC Sevinch Qarshi    |
| Verdediging              |                          |                       |
| 2                        | Ugiloy Ilasheva          | FC AGMK               |
| 3                        | Nodira Iskandarova       | Lokomotiv Tasjkent    |
| 4                        | Marina Kosnikova         | FC Bunjodkor          |
| 5                        | Angelina Polyushkevich   | geen                  |
| 6                        | Laylo Shodieva           | PFC Sevinch Qarshi    |
| 12                       | Nozima Kamoltoeva        | PFK Metallurg Bekabad |
| 14                       | Madina Yusupova          | PFK Metallurg Bekabad |
| 15                       | Kamila Zaripova          | Trabzonspor           |
| Middenveld               |                          |                       |
| 7                        | Malika Burkhonova        | PFC Sevinch Qarshi    |
| 8                        | Diyora Juraboeva         | geen                  |
| 10                       | Maftuna Shoyimova        | PFC Sevinch Qarshi    |
| 11                       | Zarina Mamatkarimova     | So'g'dijona Jizzax    |
| 16                       | Ezoza Sharipova          | So'g'dijona Jizzax    |
| 17                       | Shakhrizoda Zaynitdinova | Trabzonspor           |
| 23                       | Umida Zoirova            | FC Bunjodkor          |
| Aanval                   |                          |                       |
| 9                        | Aziza Norboeva           | PFK Metallurg Bekabad |
| 18                       | Nilufar Kudratova        | PFC Sevinch Qarshi    |
| 19                       | Tojinisokhon Rashidova   | Navbahor Namangan     |
| 20                       | Diyorakhon Khabibullaeva | So'g'dijona Jizzax    |
| 21                       | Lianna Narbekova         | So'g'dijona Jizzax    |
| Bondscoach: Yulia Panina |                          |                       |